# Grimpa-soques de Rondônia
El grimpa-soques de Rondônia (Lepidocolaptes fuscicapillus) és una espècie d'ocell de la família dels furnàrids (Furnariidae).

## Hàbitat i distribució
Viu a la selva humida de l'Amazònia, a la zona dels rius Madeira i Tapajós.

## Taxonomia
A la classificació de Handbook of the Birds of the World and BirdLife International Digital Checklist of the Birds of the World (versió 5, 2020) es considera Lepidocolaptes layardi una subespècie de Lepidocolaptes fuscicapillus.